# Le Bouc émissaire (film)
Pour les articles homonymes, voir Bouc émissaire (homonymie).
Pour plus de détails, voir Fiche technique et Distribution.
Le Bouc émissaire (The Scapegoat) est un film britannique réalisé par Robert Hamer, sorti en 1959. Il s'agit d'un adaptation du roman homonyme de Daphne du Maurier.

## Synopsis
L'anglais John Barratt visite la France. En se baladant dans les rues du Mans, il croise son sosie. La ressemblance entre les deux hommes est tellement extraordinaire qu'ils passent ensemble une soirée bien arrosée.
Le lendemain matin, Barratt se réveille dégrisé dans une chambre d'hôtel, et s'aperçoit affolé qu'il a été dépouillé de ses vêtements et de son identité. Il est devenu son sosie : le Comte Jean de Gué. Son histoire est tellement invraisemblable que personne ne veut y croire. Barratt se retrouve acculé à vivre la vie d'un autre, une vie qui lui réserve quelques surprises...

## Fiche technique
- Titre original : The Scapegoat
- Titre : Le Bouc émissaire
- Réalisation :Robert Hamer
- Scénario : Robert Hamer et Gore Vidal d'après le roman homonyme de Daphne du Maurier
- Direction artistique : Alan Withy
- Décors : Elliot Scott
- Costumes : Olga Lehmann
- Photographie : Paul Beeson
- Son : Stephen Dalby, Norman King
- Musique : Bronislau Kaper
- Montage : Jack Harris
- Production : Michael Balcon
- Production associée : Dennis Van Thal
- Société de production : Du Maurier-Guinness
- Société de distribution : Metro-Goldwyn-Mayer
- Pays d'origine :  Royaume-Uni
- Langue : anglais
- Format : noir et blanc — 35 mm — 1,85:1 (CinemaScope) — son Mono (Westrex Recording System)
- Dates de sortie :
  -  États-Unis : 6 août 1959
  -  France : 3 août 1960

## Distribution
- Alec Guinness : John Barratt / Comte Jean de Gué
- Bette Davis : comtesse de Gué
- Nicole Maurey : Bela de Gué
- Irene Worth : Françoise
- Pamela Brown : Blanche
- Geoffrey Keen : Gaston
- Annabel Bartlett : Marie-Noëlle
- Noel Howlett : Dr Aloin
- Alan Webb : l'inspecteur de police
- Eddie Byrne : le barman
- Harold Kasket

## Critiques
« Les séquences mettant en scène les deux protagonistes et sosies sont laborieuses et maladroites. La scène finale seule nous les montrera cadrés ensemble, sans doute intentionnellement. Alec Guinness toujours émouvant, semble gêné par cette abracadabrante histoire. Bette Davis dans un rôle épisodique ne manque pas de grandeur ».

## Autour du film
- Le film a été tourné en extérieur au château de Semur-en-Vallon dans la Sarthe.